# Un (Uttar Pradesh)
Un è una suddivisione dell'India, classificata come nagar panchayat, di 14.548 abitanti, situata nel distretto di Muzaffarnagar, nello stato federato dell'Uttar Pradesh. In base al numero di abitanti la città rientra nella classe IV (da 10.000 a 19.999 persone).

## Geografia fisica
La città è situata a 29° 35' 5 N e 77° 15' 15 E e ha un'altitudine di 239 m s.l.m..

## Società

### Evoluzione demografica
Al censimento del 2001 la popolazione di Un assommava a 14.548 persone, delle quali 7.941 maschi e 6.607 femmine. I bambini di età inferiore o uguale ai sei anni assommavano a 2.239, dei quali 1.275 maschi e 964 femmine. Infine, coloro che erano in grado di saper almeno leggere e scrivere erano 8.439, dei quali 5.441 maschi e 2.998 femmine.